# Reach Alternatives
特定非営利活動法人Reach Alternatives（とくていひえいりかつどうほうじん Reach Alternatives、英語: Reach Alternatives; REALs）は、紛争地の人々が希望を取り戻すために必要な支援を行っている国際協力NGOである。 
今日、世界各地で地域紛争、民族紛争等が多く発生し、多くの人々が被害を受けている。REALsの主な活動は、日本政府、国際機関、国内外NGO等の関係諸組織と協力しつつ、これらの紛争の発生予防、拡大防止および再発防止に取り組むことである。国税庁長官の認定を受けた認定NPO法人でもある。旧名称は、紛争予防予防センター（JCCP）（2020年3月25日変更）。 

## ビジョン
「紛争・テロ・社会的な暴力」を防ぎ、乗り越え、共存できる社会
武力や暴力を伴う「紛争」、自らの価値観や意見を暴力的に認知させる「テロ」、紛争やテロに伴って起こる人権の抑圧などの「社会的な暴力」。私たちは、これらを持続的に予防し、改善することで、人と人が「価値観、宗教、民族、国籍、ジェンダー」といった違いを認め、共存できる社会をめざします。

## ミッション
争いの当事者とともに、問題解決へのリアルな選択肢をつくり、実行する
紛争・テロ・社会的な暴力の当事者(被害者・加害者・間接的に関与している人)とともに、問題の予防・改善・解決に向けて、最適な人材・スキル・物資・情報・資金を見極め、現実的で実行可能な選択肢をつくりだす。ただし、私たちが介入することで、さらなる争いや搾取、自立の芽を摘むなどの「負の影響」を生まないよう徹底する。

## 主な事業
- 海外の紛争地・紛争後地域での、紛争予防のための支援、その策定及び実施

- 効果的な支援を行うための、日本政府、国際機関、国内外NGO等との必要な連絡、調整、提携、協力

- 紛争予防に携わる人材の育成

- 紛争予防のために必要な情報の収集及び調査・研究。またそれら成果を踏まえた政策提言

- 紛争予防に関する出版、啓蒙、広報等の活動

- 紛争予防に関するイベントの実施

## 海外支援事業
- ソマリア支援事業
  - テロ・暴力的過激化予防
  - 治安の改善
  - 避難民女性の育成
  - 避難民と住民の共存[2]

- ケニア支援事業
  - テロ・暴力的過激主義予防
  - 紛争を未然に防ぐ取り組み
  - 女性人材の育成
  - 心理社会的サポートの担い手を育成[3]

- 南スーダン支援事業
  - 地域指導者と次世代のリーダーの育成
  - 共同作業を通じた民族融和
  - 隠れた家庭内暴力や性暴力を防ぐ取り組み
  - 国内避難民の今日を支える活動[4]

- トルコ支援事業
  - シリア難民とトルコ人コミュニティとの共存支援
  - 性とジェンダーに基づく暴力（SGBV）の予防
  - 心の問題を抱える難民への支援
  - 難民一人ひとりの問題に応じた支援の提供[5]

- シリア支援事業
  - 心の問題を抱えながら避難生活を送る人への心のケア
  - ジェンダーに根差した暴力の知識を広め、予防する活動
  - 国内避難民の命と生活を支える活動[6]

- アフガニスタン支援事業
  - 国外退避支援
  - 食料・生活支援
  - 保護支援[7]

## 過去の海外支援事業
- カンボジア支援事業
  - 小学校建設事業、少数民族の識字教育事業、武器回収と農村開発事業、小規模インフラ整備事業[8]

- バルカン地域支援事業
  - 異なる民族間の融和事業 〜セルビア系・アルバニア系・ロマ系の小学生による共同清掃事業〜[9]

- スリランカ支援事業
  - 現地NGOへの平和構築専門家派遣、地雷除去事業、和解支援事業、津波被害者への心のケア事業[10]

## 日本国内事業
講演・取材対応・寄稿など 
調査研究・政策提言 
国際理解教育受け入れ 

## 役員、理事等
顧問
- 明石康（元国際連合事務次長）

理事長
- 瀬谷ルミ子（JCCP M株式会社 取締役）

理事
- 小川和久（静岡県立大学特任教授）

- 永井恒男（アイディール・リーダーズ株式会社代表取締役）

- 中土井僚（オーセンティックワークス株式会社代表取締役）

- 宮下幸子（ユイット株式会社代表取締役）

- 袋康雄（株式会社ブラボーフィルム　代表取締役）

- 佐藤純一（株式会社カヤック　グループ戦略担当執行役員

株式会社そろそろ　取締役） 
監事
- 柴田秀孝（株式会社エムアールエス顧問）